# St. Georg (Osterwarngau)

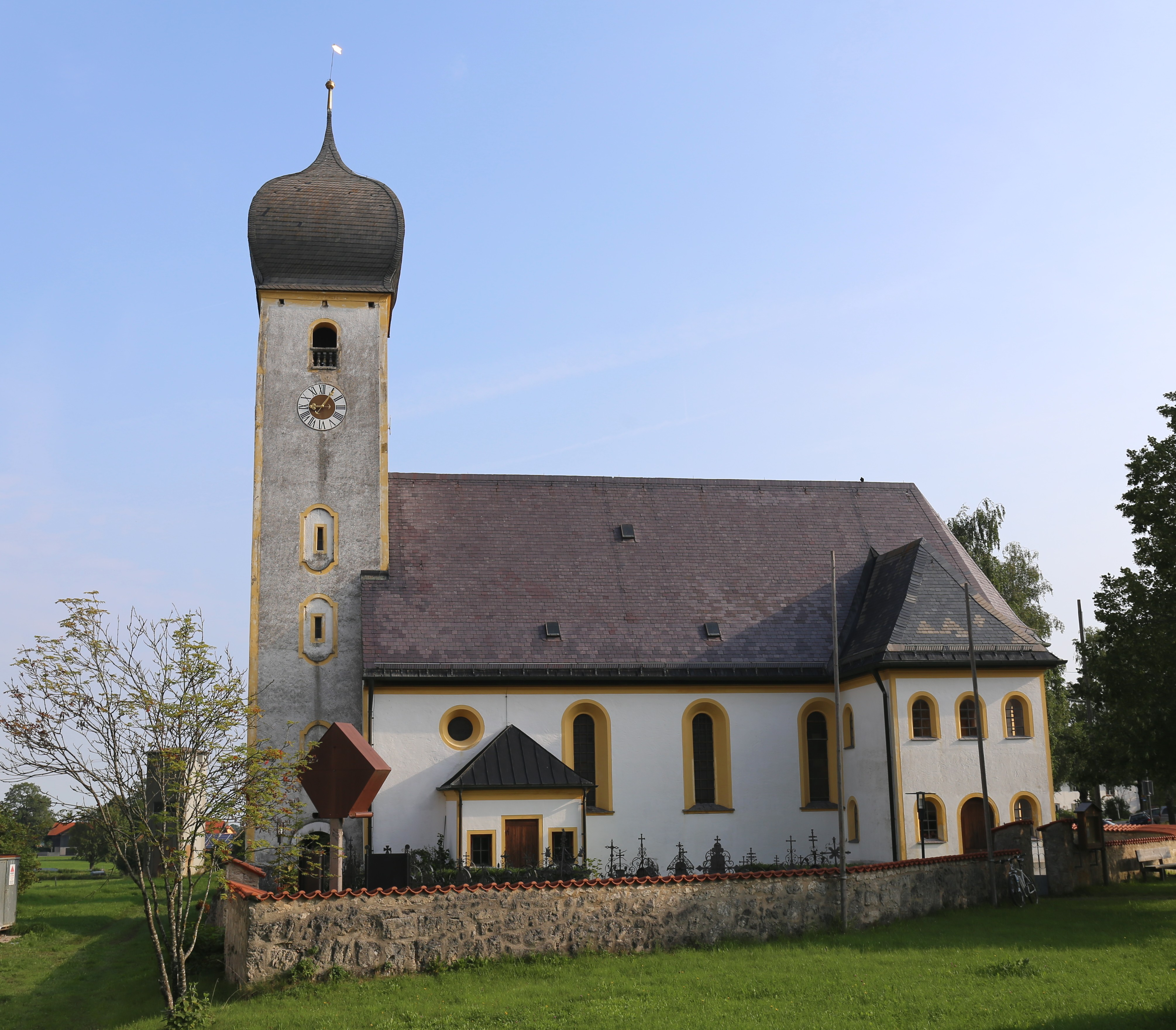
St. Georg in Osterwarngau

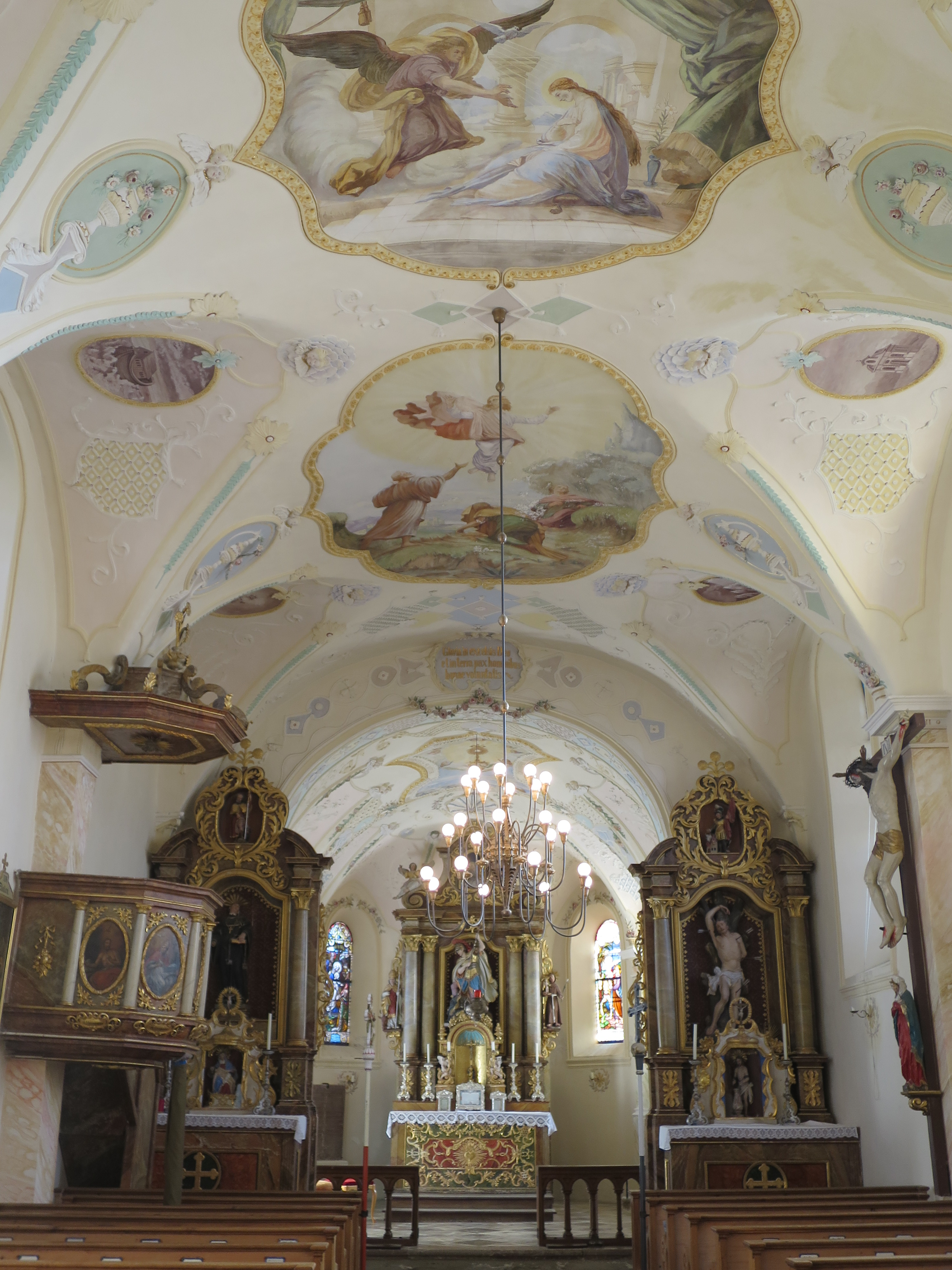
Altäre

Die römisch-katholische Pfarrkirche St. Georg steht in Osterwarngau, einem Gemeindeteil von Warngau im oberbayerischen Landkreis Miesbach. Die Kirche steht unter Denkmalschutz und ist in der Liste der Baudenkmäler in Warngau unter der Nr. D-1-82-136-58 eingetragen. Die Pfarrei St. Georg gehört zum Pfarrverband Holzkirchen-Warngau im Dekanat Miesbach des Erzbistums München und Freising.

## Geschichte
Die gotische Wandpfeilerkirche wurde am Anfang des 15. Jahrhunderts an der Stelle einer 1315 erstmals erwähnten Vorgängerkirche erbaut, die ebenfalls das Patrozinium des heiligen Georg trug. Die Pfarre Osterwarngau hatte im 14. Jahrhundert Filialen in Föching, Fellach, Darching, Laindern und Roggersdorf; 1596 wurde die gesamte Pfarrgemeinde aus finanziellen Gründen vorläufig und 1639 vollständig dem Kloster Weyarn inkorporiert. Um 1725 wurde die Pfarrkirche St. Georg barock umgestaltet, der Turm erhielt die Turmkuppel in ihrer heutigen Form. Die Kirche wurde zwischen 1983 und 1985 gründlich renoviert.

## Beschreibung
Die Kirche besteht aus dem Langhaus zu vier Jochen, dem eingezogenen, dreiseitig geschlossenen Chor im Osten, der Sakristei an der Südwand des Chors und dem Fassadenturm im Westen. Der Vorbau an der Südwand des Langhauses führt zum Portal. Der Innenraum des Langhauses wurde um 1725 mit einem Stichkappengewölbe überspannt.
Der um 1740 gebaute Hochaltar wird von den Skulpturen des heiligen Papstes Silvester I. (links) und des heiligen Antonius von Padua flankiert. Auf dem Altarretabel ist der heilige Georg im Kampf mit dem Drachen dargestellt, im Altarauszug Gott der Vater. Der linke Seitenaltar ist dem heiligen Leonhard von Limoges gewidmet, im Auszug ist Sankt Rochus von Montpellier dargestellt, im unteren Teil unten die heilige Maria als Pietà. Der rechte Seitenaltar zeigt im Retabel das Martyrium des heiligen Sebastian, darunter die Geißelung Jesu und im Auszug den heiligen Florian von Lorch, den Schutzpatron gegen Feuersbrunst.
Die zweimanualige Orgel mit 18 Registern fertigte 1939 Julius Zwirner. Das Vorgängerinstrument war 1899 von Franz Borgias Maerz (München) erbaut worden und hatte acht Register auf einem Manual und Pedal.